# Ди Томмазо, Давид
Дави́д ди Элья́с Алемю́ Томмазо́ (фр. David di Elias Alemu Tommaso; 6 октября 1979, Эшироль, Франция — 29 ноября 2005, Де Мерн, Нидерланды) — французский футболист, защитник. Выступал за французские клубы «Монако» и «Седан», а также за нидерландский «Утрехт». Умер в результате сердечного приступа 29 ноября 2005 года в городе Де Мерн.

## Биография
Давид ди Томмазо родился 6 октября 1979 года во французском городке Эшироль — пригороде Гренобля.

### Клубная карьера
Свою футбольную карьеру ди Томмазо начал в 1998 году в составе клуба «Монако». Дебют Давида в основном составе «Монако» состоялся 16 января 1999 года в матче против «Ланса», ди Томмазо вышел на замену вместо норвежца Йона Арне Риисе на 79-й минуте матча, который завершился вничью 1:1. В чемпионате Франции сезона 1998/1999 Давид сыграл ещё в трёх матчах, но в основном составе так и не закрепился, а его клуб по итогам сезона занял четвёртое место в чемпионате. В сезоне 1999/2000 ди Томмазо в составе «Монако» стал чемпионом Франции, хотя сыграл всего в семи матчах чемпионата.
В июле 2001 года Давид перешёл в клуб «Седан» из одноимённого города. В своём первом сезоне за клуб ди Томмазо сыграл семь матчей в чемпионате Франции сезона 2001/2002, в котором «Седан» чудом избежал перевода лигой ниже. С сезона 2002/2003 Давид стал основным игроком обороны «Седана». Свой первый мяч в чемпионате Франции ди Томмазо забил 6 октября 2002 года в матче против «Бордо», забив на 10-й минуте матча Давид сравнял счёт в матче 1:1, но в итоге команды сыграли вничью со счётом 2:2, а ди Томмазо был заменён на 76-й минуте матча. Всего Давид в сезоне 2002/2003 сыграл за «Седан» 20 матчей и забил 1 мяч, а его команда по итогам сезона заняв предпоследнее 17 место вылетела во вторую лигу Франции. Во второй лиге сезона 2003/2004 Давид провёл 26 матчей и забил один мяч, а его клуб занял всего пятое место.
Летом 2004 года Давид перешёл в нидерландский клуб «Утрехт» из одноимённого города. Дебют в чемпионате Нидерландов за «Утрехт» ди Томмазо состоялся 14 августа 2004 года в матче против клуба «НАК Бреда», Давид отыграл весь матч, а его команда уступила со счётом 2:3. На протяжении всего сезона Давид являлся неизменным игроком обороны клуба, а по итогам сезона ди Томмазо был назван лучшим игроком «Утрехта» сезона 2004/2005, проведя за клуб 31 матч.
27 ноября 2005 года Давид принял участие в победном для его клуба матче против амстердамского «Аякса», ди Томмазо хорошо провёл матч, а его клуб благодаря забитому мячу Дуайта Тиндалли победил со счётом 1:0.

### Смерть

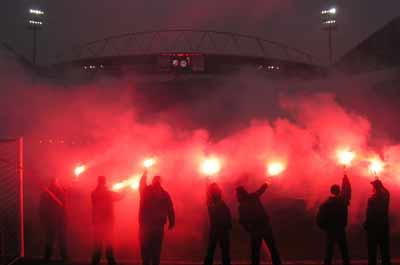
В память о ди Томмазо более 14 000 болельщиков собрались 1 декабря 2005 года на стадионе «Галгенвард»

В ночь с 28 на 29 ноября 2005 года 26-летний ди Томмазо скончался в результате сердечного приступа в городе Де Мерн пригорода Утрехта. 1 декабря 2005 года на стадионе «Утрехта» «Галгенварде» прошла прощальная церемония в память об ди Томмазо, в ней приняли участие руководство клуба и болельщики «Утрехта». В тот же день руководство «Утрехта» объявило, что четвёртый номер, под которым выступал Давид, будет пожизненно за ним закреплён. Его предыдущий клуб «Седан» также заявил, что 29-й номер, ранее принадлежавший Давиду, также будет навсегда закреплён за ди Томмазо. Главный тренер «Утрехта» Фуке Бой на прощальной церемонии передал клубную форму Давида его вдове, которая на тот момент была беременна, у ди Томмазо также остался двухлетний сын.
3 декабря 2005 года было принято решение, что Давид ди Томмазо будет кремирован на родине во Франции.

### Увековечивание в памяти
11 декабря 2005 в первый матч «Утрехта» после смерти Давида, команда вышла на поле с чёрными повязками, а многие болельщики были одеты в чёрную траурную одежду. Матч начался с минуты молчания.